# Playa de Moniello
La playa de Moniello se encuentra en la Costa Central asturiana, dentro del Paisaje Protegido del Cabo de Peñas, en la localidad de Moniello, en el concejo de Gozón, comunidad autónoma del Principado de Asturias, España.

## Descripción
La playa de Moniello presenta forma de concha, pudiéndose considerar como una pequeña cala cuyos accesos se realizan a través de la localidad de Luanco.
De suelo rocoso, muy cerca de la playa está el conocido como “Parque Playa de Moniello”, que presenta un área recreativa y un fenómeno natural conocido como los "Pozos de l'Aguion", consistentes en una especie de acanaladuras cuya morfología varía según la inclinación del estrato sobre el que resbala (en este caso se trata de masas de caliza compuestas por lenares o lapiaces), y de esta forma da lugar a la formación en la roca, cuando la  marea baja, de estos “pozos”, que se  utilizan a modo de piscinas naturales.
Suele darse en sus aguas una gran concentración de algas, lo cual era aprovechado antaño como fertilizante para las tierras de cultivo de los alrededores.

## Servicios
Como servicios, tan solo presenta duchas, no disponiendo, ni siquiera en verano, de señalización de peligro o de un puesto de auxilio y salvamento.

## Accesos
Desde Luanco, se llega hasta la playa de Moniello tomando un desvío señalizado que sale de la carretera local GO-2.